# Luserna San Giovanni
Luserna San Giovanni (tiếng Occitan: Luzerna e San Jan, tiếng Piedmonte: Luserna e San Gioann) là một đô thị ở tỉnh Torino trong vùng Piedmont, có vị trí cách khoảng 45 km về phía tây nam của Torino.
Luserna San Giovanni giáp các đô thị: Angrogna, Bricherasio, Torre Pellice, Bibiana, Lusernetta, Rorà, và Bagnolo Piemonte.